# Le Dessin
Pour les articles homonymes, voir Dessin (homonymie).
Le Dessin est une bande dessinée en noir et blanc de Marc-Antoine Mathieu publiée en 2001 par Delcourt  (ISBN 2-84055-785-1).

### Documentation
- Xavier Glaizes, « S'il te plaît, fais-moi un destin... », BoDoï, no 46,‎ novembre 2001, p. 15.
- Jacques Samson, « Impénétrable dessein », dans 9e Art n°8, Centre national de la bande dessinée et de l'image, janvier 2003, pp. 130-131